# Виллаперуччо
Виллаперуччо (итал. Villaperuccio) — коммуна в Италии, располагается в регионе Сардиния, в провинции Южная Сардиния.
Население составляет 1 075 человек (30-06-2019), плотность населения составляет 29,51 чел./км². Занимает площадь 36,43 км². Почтовый индекс — 9010. Телефонный код — 0781.
Покровительницей коммуны почитается Пресвятая Богородица, празднование 22 августа.

## Демография
Динамика населения:

## Администрация коммуны
- Официальный сайт: http://www.comunas.it/villaperuccio/

## Примечание
1. ↑  Statistiche demografiche ISTAT. demo.istat.it. Дата обращения: 17 ноября 2019. Архивировано из оригинала 24 июля 2019 года.